# I due gattoni a nove code... e mezza ad Amsterdam
I due gattoni a nove code... e mezza ad Amsterdam è un film del 1972 diretto da Osvaldo Civirani. 
La pellicola è la parodia del film Il gatto a nove code di Dario Argento.

## Trama

Una scena del film

Il giornalista Ciccio e il fotografo Franco mentre sono alla ricerca di uno scoop, s'imbattono per caso nell'omicidio di un commerciante di diamanti olandese, e Franco ne immortala il momento fatidico. Questo fatto procura ai due un ingaggio e una trasferta ad Amsterdam per rintracciare l'assassino e i mandanti del delitto. Si ritroveranno così in molte avventure grazie ad una ragazza olandese, Thea, che gli fa da cicerone nella capitale. Ciccio fumerà anche uno spinello per socializzare con gli hippy. Uno di essi gli indica un guru che potrebbe dar loro le informazioni necessarie, ma mentre salgono in albergo per cercare il guru, lo trovano appena colpito da una scarica di revolver, ma il guru, che è anche fachiro, rimane illeso scoprendo così il mandante dell'omicidio.